# كريستيان سانتانا
كريستيان سانتانا (بالإسبانية: Cristian Santana)‏ (30 أكتوبر 1992 بكولومبيا - ) هو لاعب كرة قدم كولومبي في مركز الوسط. لعب مع نادي ترنتشين ورينجرز دي تالكا.

## وصلات خارجية
- كريستيان سانتانا على موقع Soccerway.com (الإنجليزية)
- كريستيان سانتانا على موقع AS.com (الإسبانية)